# Papa Koly Kourouma
Pour les articles homonymes, voir Kourouma.
Papa Koly Kourouma, né en 1962 à N'Zérékoré (Guinée-Forestière), est un homme d'État guinéen, ingénieur des télécommunications diplômé de la faculté électrotechnique de Conakry. 
Il est ministre d'État chargé de l'hydraulique et de l'assainissement du 5 avril 2019 au 5 septembre 2021 .

## Biographie
Elhadj Papa Koly Kourouma est né à  Gouékoya dans la préfecture de N'Zérékoré. 

### Etudes secondaire
Il commence ses études en 1968 à N'Zérékoré situé à 864,1 kilomètres de la Capitale Conakry.
En 1974, il obtient son certificat d’études primaires et élémentaires avant de quitter en 1975 sa ville natale pour la région de Mamou où il va  fréquenter le collège de Mamou.
En 1977, il est titulaire du Brevet d’Etudes du Premier Cycle (BEPC). Entre 1978 à 1980, il décroche ses deux baccalauréats au lycée Cabral de Mamou.

### Études supérieures
En 1980, Papa Koly arrive à Conakry où il est admis à la Faculté Electrotechnique de Conakry d'où il sort diplômé en ingénierie télécom en 1985.
Entre 1986 à 1989, il obtient une attestation d’études en ingénierie commerciale et marketing à Educatel Liège en Belgique, ainsi que d'autres attestation d’études des différents aspects de l’immigration clandestine JFK à New-York aux Etats-Unis d’Amérique en 1996.

## Engagement politique
En 1990, il est stagiaire pour une formation des formateurs au système d’exploitation aéronautique au CFP d’Air France.
De 1992 à 1995, il est chef de service des passages escale d’Air Afrique Conakry. 
Entre 1998 à 2000, chef de la promotion des ventes près la représentation d’Air Afrique Conakry, ensuite sous chef d’escale d’Air Afrique à Conakry, entre 1995-1997.
De 2008 à 2010, il est ministre de l’Environnement et du Développement Durable cumulativement ministre de la Décentralisation par intérim.
Depuis 2010, il est président directeur général du groupe Maa Gbokou International Corporation (MAGIC) qui est un complexe d’entreprises guinéennes de droit privé.
Nommée ministre d'État chargé de l'hydraulique et de l'assainissement du 5 avril 2019 dans le gouvernement Kassory I et II jusqu'à la chute d'Alpha condé le 5 septembre 2021.